# بيت السوفييت
بيت السوفييت (بالروسية: Дом Советов) هو مبنى إداري يقع في وسط مدينة روستوف على نهر الدون، بُني على نمط العمارة الستاليني في أواخر ثلاثينيات القرن العشرين.

## تاريخ
بحلول بداية الحرب الوطنية العظمى لم يكن مجلس السوفييت قد اكتمل بعد. أُنجزت أعمال الترميم والإصلاح في خمسينيات القرن العشرين، ولم تكتمل واجهات المبنى إلا في عام 1968. ويبلغ إجمالي مساحة المنزل 370 ألف متر مكعب، مما يجعله أحد أكبر المباني في شمال القوقاز، وأكبر بناية إدارية في جنوب روسيا.